# 마평역
마평역(麻坪驛)은 현재의 경기도 용인시 처인구 마평동에 위치했던 수려선의 역이다. 현재 역터에는 송학빌라 6채가 들어서 있다.

## 역사
- 1930년 12월 1일: 수원-이천 간 개통과 함께 영업 개시 (배치간이역)[1]
- 일자 불명: 폐지
- 1955년 9월 15일: 무배치간이역으로 영업 재개[2]
- 1967년 9월 1일: 을종승차권대매소로 지정[3]
- 1972년 4월 1일: 수려선 폐선과 함께 폐지[4]